# 惩罚者2：战争特区
是2008年超级英雄电影，改编自美国漫威漫画角色惩罚者，由德国女导演莱茜·亚历山大执导。影片并非2004年电影《惩罚者》的续集，而是重制作品，讲述了义务警员弗莱克·卡索挑起打击犯罪和腐败的战争，对抗名不见经传的黑帮头目比利·“拼图”·鲁索蒂的故事。影片是惩罚者的第三部改编长片电影、第二部重启作品，也是以漫威娱乐名义制作、在面向成年观众的品牌漫威骑士名下的两部电影中的首部。影片于2008年12月5日由狮门娱乐在北美发行，2009年2月6日在英国上映。
影片是惩罚者版权收归漫威影业前的最后一部外包给其他部门制作的电影。后来主演史蒂文斯于《Q版大英雄》中再度出演卡索。隶属于漫威电影宇宙的同名电视剧于2017年在Netflix上线。

## 剧情
家人惨遭黑帮毒手杀害后，前海军陆战队员过去五年来一直弗兰克·卡索化身义务警员制裁者。卡索突袭了当地黑帮老大盖塔诺·塞萨勒举办的晚宴，杀死了他和众多宾客。塞萨勒的手下比利·“美女”·鲁索蒂逃到他回收厂的藏身处。警探马丁·索普和萨菲蒂一直监视着整个晚会，两人将情况通报给卡索。卡索溜进鲁索蒂的藏身处，经过短暂的交火，卡索将鲁索蒂扔进了玻璃粉碎机，彻底毁了鲁索蒂的容貌。鲁索蒂的脸后来被缝上拼图模样的针线，干脆给自己取绰号“拼图人”。卡索用尼克·唐纳特利的身体挡子弹，他发现唐纳特利实际上是联邦调查局的卧底探员。
唐纳特利的搭檔保罗·布迪安斯基后来加入纽约市警察局“惩罚者工作小组”，与索普联手让卡索伏法。与此同时，拼图人救走了患有精神病、有食人嗜好的弟弟“隆尼·宾·吉姆”。
卡索对唐纳特利的死很是自责，他想赔偿唐纳特利的妻子安琪拉和女儿格蕾丝，但无济于事。卡索打算退出义务警员行业，但他的装甲兵微芯片说拼图人回去找唐纳特利的家人复仇，让他重新考虑。
果然，拼图人带着吉姆和两个糊涂鬼墨水和可怜虫闯入唐纳特利家中，挟持了他的家人。惩罚者跟踪拼图人的盟友马真塔，从他口中套出情报后便将其杀害，随后惩罚者被布迪安斯基和索普逮捕。卡索告诉马真塔，拼图人去找唐纳特利的家人，而布迪安斯基派了一辆警察去观看唐纳特利的宅邸，希望趁机把惩罚者抓获。然而巡逻警车没有做出响应，布迪安斯基于是亲自去检查房子，被墨水和可怜虫抓住。惩罚者赶在墨水和可怜虫将唐纳特利妻女带走前将两人杀死，之后索普放走了惩罚者。布迪安斯基与拼图人和吉姆经过一阵短暂的交火，将两人逮捕。
拼图人与弟弟和联邦调查局谈条件，提出要交出在纽约皇后区向阿拉伯恐怖分子走私生化武器的克里斯图·布拉特，让调查局释放他们。兄弟俩获释之余，还获得布拉特租用拼图人港口的1200万美元费用，以及关于微芯片的文件。两人依照文件绑架了微芯片，在过程中杀害她的母亲，弄伤卡索安排来保护他的助理卡洛斯，还绑走了多纳泰利一家。卡索赶到藏身处，了结卡洛斯。拼图人在布拉德街酒店（Bradstreet Hotel）安顿下来，派一队黑帮找复仇者报仇。卡索得到布迪安斯基的帮助，布迪安斯基向克里斯图的父亲提比留透露拼图人的藏身之处。
提比留的手下在酒店大堂与拼图人的人马火拼，帮卡索分散对手的注意力。卡索从二层窗户破窗而入，击败拼图人的枪手，与隆尼·宾·吉姆进入白刃战。吉姆自认为无法打赢卡索，落荒而逃，卡索追上前，与他和拼图人对峙，此时拼图人用枪口指着芯片人和格蕾丝·多纳泰利。拼图人让卡索做出选择，如果卡索朝芯片人开枪，自己就放走其他人。芯片人用自己的生命救下格蕾丝，卡索见状转而开枪打伤吉姆，拼图人杀死芯片人。卡索看到搭档遇难，怒火中烧，疯狂攻击拼图人，将金属棍插进他的身体，把他扔进火里。拼图人被活活烧死，卡索平静地说：“这还只是个开头。”在外头，安琪拉原谅了卡索，并和布迪安斯基与多纳泰利一家告别。卡索和索普一起离开，索普说卡索已经消灭城里所有罪犯，应该放下义务警察的身份。话音刚落，索普就被凶残的劫匪抓住，这个劫匪很快就成为惩罚者的又一个受害者。

## 演员
- 雷·史蒂文森 饰 弗兰克·卡索 / 惩罚者，影片开拍前，史蒂文森看了《惩罚者MAX（英语：The Punisher: Frank Castle）》系列的每一期，进行耐力及武术训练，接受美國海軍陸戰隊武裝偵察部隊退役军人的武器训练，与动作指导帕特·约翰逊（Pat Johnson）排练[10][11][12]。
- 韋恩·奈特 饰 莱纳斯·利伯曼 / 微芯片（英语：Microchip (comics)），惩罚者的军械士
- 科林·薩爾蒙 饰 保罗·布迪安斯基探员（Agent Paul Budiansky），尼基·多纳泰利的前搭档，原型为《惩罚者：寡妇制造者》中纽约市警察局的同名警察
- 道格·哈奇森（英语：Doug Hutchison） 饰 詹姆斯·鲁索蒂 / 疯子·宾·吉姆（James Russoti / Loony Bin Jim (LBJ)），滥用药物且习惯吃人的精神病人，血管里流淌着肾上腺素和睾丸激素，经常处于杀人的疯狂状态，需要定期杀人来缓解
- 多米尼克·韦斯特 饰 比利·鲁索蒂 / 拼图人（英语：Jigsaw (Marvel Comics)），爱慕虚荣、很注重形象的黑手党杀手，借助惩罚者清理老牌黑手党成为黑帮老大。派迪·康斯丁曾考虑扮演该角色，后来撤出，该由此前拒绝的威斯特扮演[13]。
- 達什·米霍克 饰 马丁·索普警探（英语：Martin Soap），“惩罚者特勤组”探长
- 罗马诺·奥扎里（Romano Orzari）饰 尼基·卡尔维拉/多纳泰利（Nicky Calvella/Donatelli），与鲁索蒂有牵连的联邦调查局探员，其死亡触发了影片后续事件
- 朱莉·本茨 饰 安琪拉·多纳泰利（Angela Donatelli）
- 斯蒂芬妮·雅努索斯卡斯（Stephanie Janusauskas）饰 格蕾丝·多纳泰利（Grace Donatelli）
- 劳瑞·戴（Larry Day）饰 特工米勒（Agent Miller）
- 罗恩·利亚（英语：Ron Lea） 饰 罗斯队长（Captain Ross）
- T·J·斯多姆（英语：T. J. Storm） 饰 马真塔（Maginty），城市自由流动（英语：Urban Freeflow）帮领袖，原型为《惩罚者：爱尔兰厨房》的同名角色，爱尔兰黑帮（英语：The Westies）成员
- 比扬卡·穆格尔（英语：Bjanka Murgel） 饰 艾米·坎迪（Amy Candy），拼图人女友
- 马克·卡马乔（英语：Mark Camacho） 饰 可怜虫（Pittsy），拼图人的手下，原型为《惩罚者：源起》中拼图人的其中一个心腹
- 凯拉姆·马里奇-桑切斯（英语：Keram Malicki-Sánchez） 饰 墨水（Ink），拼图人的手下，原型为《惩罚者：源起》中拼图人的其中一个心腹
- 卡洛斯·冈萨雷斯-维奥（Carlos Gonzalez-Vio）饰 卡洛斯·克鲁兹（Carlos Cruz），前拉丁王（英语：Latin Kings (gang)）帮派成员， 与芯片人结盟，是惩罚者的得力助手
- 大卫·瓦迪姆（英语：David Vadim） 饰 克里斯图·布拉特（Cristu Bulat），源于《惩罚者：奴隶主》的反派
- 奥伯特·帕拉西奥（英语：Aubert Pallascio） 饰 提比留·布拉特（Tiberiu Bulat），克里斯图的父亲，源于《惩罚者：奴隶主》的反派

## 制作

### 开发
2004年2月，《惩罚者》剧院首映的两个月前，狮门娱乐宣布有意向制作续集《惩罚者2》。漫威影业主席兼总裁阿维·阿拉德表示有兴趣开发惩罚者品牌，认为第二部将“成为漫威第五个成为续集作品的产品”。3月，电影前作的导演乔纳森·汉斯利表示有意与托马斯·简在《惩罚者2》中再度合作。4月，简透露第二部的反派为拼图。11月，简表示，鉴于《惩罚者》DVD销量喜人，工作室有意制作续集《惩罚者2》，而该片的初步预算正制定中。
2005年3月，漫威影业公布《惩罚者2》将于2006年上映。4月，狮门娱乐总裁乔恩·费尔特海默（Jon Feltheimer）在狮门娱乐2005年财年第三季度的分析师电话会议中公司将完成《惩罚者2》的开发。早在7月，阿拉德便透露影片剧本正重写，续集将在年内开拍。7月，简表示自己为影片增重12磅，希望影片于2006年底开拍。
2006年3月，剧组宣布影片计划于路易斯安那州拍摄，并获得路易斯安那州州秘书颁发的境内通行证。8月，漫威娱乐公布新片名单，《惩罚者2》名列其中，制作时间有待确定。托马斯·简（Thomas Jane）表示编剧的草稿已完成一半，相信拍摄将于2007年2月起步。简确认反派为最初在2004年4月宣布的拼图。不过，简表示第一部导演乔纳森·汉斯利不会回归续集。另外，2005年飓风卡特里娜过后回归新奥尔良的狮门娱乐宣布《惩罚者2》将在年内开拍。10月，简表示剧本将于几周内面世，新版本会“更黑暗、更血腥，比第一部更不友好”。12月，剧本被斯图尔特·比蒂重写。
消息指《盾牌》电视剧的编剧寇特·舒特也参与电影剧本的创作。舒特确认了消息，表示很享受续集剧本的创作，指成品会更贴近于角色。在单独的采访中，托马斯·简表示新剧本已经上交，每个人都希望剧本能够起效，因为剧本决定了制作成败。他进而指出，如果一切按计划进行，拍摄将在6月或7月启动。然而不久后，简致信Ain't It Cool News，表示已经离开剧组：
我最不应该将几个月的时间耗在一部自打一开始我就不看好的电影上面。我一直以来都喜欢漫威的人们，希望他们能过得好。与此同时，我一直在找寻一部电影，一部和其他电影一样，会让粉丝会要求我去看的电影。

### 执导
2007年5月，导演约翰·达尔正就导演事宜进行谈判，但最终退出，指原因是剧本糟糕，缺乏预算。6月，消息指莱茜·亚历山大将接任导演。
2008年12月，在一次采访中亚历山大表示她第一次拿到《惩罚者2》便同意加入项目，但在读了MAX的成人版《惩罚者》漫画后，她改变了心意。狮门向她保证，可以改变计划的风格和观感，为主角惩罚者选一位新演员。导演亚历山大提到了她的看法，表示她希望将影片打造成回溯80年代动作片的作品：“我问能不能这样子做，他们表示实际上我们就想这么做”。

### 选角
7月21日，消息指演员雷·史蒂文森将在续集中出演惩罚者。影片摄制定于2007年10月在蒙特利尔展开。拍摄前，史蒂文森阅读了已发行的每期《惩罚者MAX》，并接受前海军陆战队武装侦察队员兼电影动作指导帕特·E·约翰森的耐力、武术及武器训练。8月，影片暂定名《惩罚者：欢迎回来，法兰克》（The Punisher: Welcome Back Frank）公布。8月28日，狮门影业公布最新暂定名为《惩罚者2：战争特区》。9月中旬，导演宣布達什·米霍克（饰警探马丁·索普）、科林·薩爾蒙（饰探员保罗·布迪安斯基）和道格·哈奇森（饰隆尼·宾·吉姆）加入剧组。9月25日，《好莱坞报道者》指多米尼克·韦斯特将出演反派拼图，韋恩·奈特出演惩罚者的装甲兵微芯片。派迪·康斯丁曾考虑出演拼图，但是他的邀约后来被撤销，转给了曾拒绝该角色的韦斯特。小弗雷迪·普林斯曾参与该角色试镜，但没有被狮门影业接纳。影片于10月22日至12月14日在蒙特利尔拍摄，主体摄影持续至12月27日。
2008年2月14日，科特·萨特宣布演职员表仲裁裁定他将从影片中除名。他表示：“我因故从影片中划掉了我的名字。原因很明显，是因为我值得列入演职员表。我的剧本草稿只有很小一部分在拍摄剧本中得到保留。他们保留了一个重要的场景，就是罗素变成拼图的那一幕。那一幕戏很残暴。很高兴他们保留下来。”

### 音乐
虽然影片本身是“票房炸弹”原声带还是取得了可观的商业成绩，位列《公告牌》杂志最强独立专辑榜第23位。
影片原创配乐由迈克尔·旺德马赫谱曲，他表示制作重点是“为惩罚者塑造明确的音乐身份。我知道我要来一点黑暗、凶狠、狂野的元素，但也不能遗忘弗兰克的人性、个人所饱受的折磨以及深深的悲伤。所以，我以既是粉丝又是作曲人的角度看待这份工作。”为了让弗兰克·卡斯特的角色看起来不那么的搬掉，旺德马赫决定加入陷阱般的终止式、强大且动态的固定音型以及缓慢上扬的弦乐重复段，模仿出一个无情的实体，就像慢慢逼近的军队营部一样。

### 创意冲突
影片计划于2008年9月12日拍摄，但推迟到三个月后的12月5日才进行。
先导预告于2008年6月12日发行。7月25日，Ain't It Cool News的哈莉·诺里斯（Harry Knowles）撰文指影片导演莱茜·亚历山大已被除名。第二支先导预告于圣地亚哥国际漫画展当天公布。莱茜未出席当天的活动，引发当天出席影片主创见面会的影片询问她的名字是否从影片中除名。8月15日，“拉丁评论”网（Latino Review）报道指狮门将影片剪辑为符合PG-13评级的版本。摄影指导史蒂夫·盖纳（Steve Gainer）后来表示影片将会是“R”级，而莱茜仍为导演。10月3日，IGN收到狮门影业的官方声明，表示莱茜未被解雇。
2008年12月，在接受采访时，莱茜承认与狮门发生过严重的冲突，但否认她曾被正式除名：“我的名字从未被除去，我既不希望被除名，也没有获得解雇通知书。事实上，我们可能是在就一些和其他电影相同的问题展开讨论”。尽管流言广为流传，莱茜仍表示对最终版“感到非常开心”：
我想说，这是有代价的，但我的确保持了想在银幕上放映的电影。就我个人而言，在我看来，就为了我自己的职业生涯，为了在我的承诺上加入电影的演员所作承诺而作出妥协，是非常危险的举动。我不关心这场激烈的斗争，我只想说我对银幕上的东西感到欣慰
2015年，莱茜对狮门影业控制影片所导致的最终版质量感到遗憾：
漫威是平等的合作伙伴，但不幸的是，当存在创造性的决策冲突时，漫威将让狮门打破僵局。我一直对以这种方式打造漫威电影感到遗憾，因为漫威99%的想法都比其他制片方都要好，我也很喜欢他们。
莱茜表示自己没有影片最终版。

## 发行

### 票房
影片上映首周于北美2508家影院放映，收益4,271,451美元，场均1,703美元，位列票房榜第8位。影片国内总票房8,050,977美元，成为票房成绩最低的漫威漫画改编电影，仅次于《黑天使 ELEKTRA》和《霍华鸭》。海外票房2,049,059美元，全球总计10,100,036美元，无法收回3500万美元的成本，沦为票房炸弹。

### 专业评价
影片在烂番茄获得107条评论，腐烂度29%，平均得分4.28/10。网站共识写道：“《战争特区》令人回想起非常暴力、对白挑衅人的1980年代动作片演员，巧合的是这种感觉已经过时20年了”。《芝加哥太阳报》的罗杰·伊伯特打出2/4星，认为：“你已经习惯了制作粗糙的可怕电影。现在刷新你认知的作品来了。《惩罚者2：战争特区》是我看过劣质的电影。”他认为电影唯一的缺陷就是“令人恶心”。《娱乐周刊》的克拉克·柯里斯（Clark Collis）认为雷·史蒂文森的角色应该改名叫“不太爱学习的弯曲仪”（Not-Much-of-a-Learning Curveinator）。RobotBoombox.com的弗兰克·达斯塔（Frank Dasta）打出0/5星的低分：“愿上帝怜悯这部电影的灵魂！《惩罚者2：战争特区》平淡无奇，完全没有原版的点，拍这部电影的人好像没有真的读过一本《惩罚者》漫画。”
英国《星期日泰晤士报》的爱德华·波特（Edward Porter）打出3/5星评价，认为“尽管因为暴力内容获得18评级，影片的其他内容非常适合孩子，例如激烈的枪战、狂吠吓人的恶棍、笨拙的搭档等等，这种胡编乱造很让人享受”。《旧金山纪事报》电影记者彼得·哈特劳布（Peter Hartlaub）认为影片是“有史以来最出色的《惩罚者》电影，动作场面令人满意，黑暗故事接近于原版漫威漫画的基调。”
喜剧演员巴顿·奥斯瓦尔特自发行之日便公开支持这部影片，是他“今年看过最好的影片”。2011年10月，奥斯瓦尔特与导演莱茜在洛杉矶举行影片放映会，两人还在保罗·舍尔播客节目《这是怎么做的？》第20集中讨论了影片。

### 家用媒体
影片的1区DVD和藍光光碟于2009年3月17日发行，采用两种规格，一种为2碟装特别版，一种是影片宽银幕及全银幕版的标准版。截至2010年3月，DVD在北美卖出576,151张，收益14,001,953美元。

## 游戏
与电影同步发行的PS3游戏《惩罚者：毫不仁慈》于2009年7月2日在PlayStation Network发行。